# Гигантовский район
Гигантовский район — административно-территориальная единица в составе Северо-Кавказского края РСФСР, существовавший в период  с августа 1930 года — январь 1931 года.
Административный центр района — посёлок Гигант.

## История
В соответствии с постановлением Северо-Кавказского крайисполкома от 7 августа 1930 года Западно-Коннозаводческий район был переименован в Гигантовский район с центром в посёлке совхоза Гигант при станции Трубецкая.
На 1931 год в Гигантовском районе значились сельсоветы: Веригинский, Журавлёвский, Красноармейский, Лопанский, Майский, Объединение молоканских общин, Степной.
24 января 1931 года было принято постановление Северо-Кавказского крайисполкома в соответствии с которым территория Гигантовского района вошла в состав Сальского района.